# 卡米亞涅 (薩夫蘭區)
48°11′16″N 29°55′52″E / 48.18778°N 29.93111°E
卡姆亞內（烏克蘭語：Кам'яне）是位於烏克蘭西南部的村莊，由敖德萨州波季利斯克区的薩夫蘭市鎮負責管轄。該村始建於1798年，面積5.24平方公里，海拔高度121米，2001年人口1,425，人口密度每平方公里271.95人。